# Globigerinellidae
Globigerinellidae es una familia de foraminíferos planctónicos de la superfamilia Globigerinoidea, del suborden Globigerinina y del orden Globigerinida.  Su rango cronoestratigráfico abarca desde el Burdigaliense (Mioceno inferior) hasta la Actualidad.

## Discusión
Clasificaciones previas incluían los taxones de Globigerinellidae en la familia Globigerinidae.

## Clasificación
Globigerinellidae incluye a las siguientes subfamilia y géneros:
- Subfamilia Globigerinellinae
  - Bolliella †
  - Globigerinella